# Rendez-moi ma peau…
Pour plus de détails, voir Fiche technique et Distribution.
Rendez-moi ma peau… est un film français réalisé par Patrick Schulmann en 1980.

## Synopsis
À la suite d'un accident de voiture, Zora, une sorcière ne maîtrisant plus ses pouvoirs, intervertit de colère les corps d'un homme et d'une femme impliqués dans l'accident. S'ensuit une multitude de situations cocasses où les trois larrons vont tout faire pour que Zora récupère ses pleins pouvoirs et que les ensorcelés retrouvent leurs apparences respectives.

## Fiche technique
- Titre : Rendez-moi ma peau...
- Réalisation : Patrick Schulmann
- Scénario et dialogues : Patrick Schulmann
- Musique : Patrick Schulmann
- Photographie : Jacques Assuérus et André Zarra
- Montage : Aline Asséo
- Pays d'origine :  France
- Format : couleur
- Durée: 85 minutes
- Genre : comédie, fantastique
- Langue : français

## Distribution
- Bee Michelin : Marie
- Erik Colin : Jean-Pierre
- Chantal Neuwirth : Zora, la sorcière
- Alain Flick : Hector Shoms, le détective
- Mario d'Alba : Datson, l'adjoint de Shoms
- Jean-Luc Bideau : Krishmoon, le grand maître
- Danièle Gueble : Lucie, la copine de Jean-Pierre
- Jean-François Devaux : Marc, le mari de Marie
- Mireille Audibert : Lydia, l'amie de Marie
- Jean Rougerie : Karl Malnek, le medium
- Jean-Claude Martin : Le patient rieur
- Myriam Mézières : Michinka
- Michel Peyrelon : Jodikan, l'exorciste
- Robert Party : L'astrologue
- Max Vialle : Gélos, le mage qui lit dans le rire
- Bernard Born : Stradamos, l'alchimiste
- Annie Bertin : Kalyope, la voyante
- Evelyne Grandjean : Manous, la voyante qui lit dans les lignes de l'anus
- André Valardy : Janax, l'illusionniste
- Jacques Marchand : Le complice de Karl Malnek
- Jean-René Gossart : Le domestique au château de l'astrologue